# Белоц
Белоц (рум. Beloț) — село у повіті Долж в Румунії. Входить до складу комуни Сопот.
Село розташоване на відстані 203 км на захід від Бухареста, 23 км на захід від Крайови.

## Населення
За даними перепису населення 2002 року у селі проживали 325 осіб, усі — румуни. Усі жителі села рідною мовою назвали румунську.